# Enrico Zaina
Enrico Zaina (Brescia, 27 settembre 1967) è un ex ciclista su strada italiano.
Professionista dal 1989 al 2000, vinse tre tappe al Giro d'Italia e una alla Vuelta a España.

## Carriera
Buono scalatore, dopo aver vinto tra i dilettanti Trofeo Franco Balestra e Giro della Valle d'Aosta, passò professionista nel 1989 con la Carrera Jeans. Quattro stagioni dopo, il passaggio alla Mercatone Uno e il primo successo tra i prof, con la vittoria di una tappa alla Vuelta a España, seguita dall'affermazione nella classifica generale alla Settimana Ciclistica Bergamasca nel 1993. Dopo una stagione alla Gewiss, ritornò alla Carrera, con cui si impose in tre tappe al Giro d'Italia, una nel 1995 e due nel 1996, edizione in cui si mise in luce concludendo al secondo posto nella classifica generale finale.
Nelle ultime stagioni, passò dalla Asics alla Brescialat e infine alla Mercatone Uno di Marco Pantani, dove ottenne la sua ultima vittoria, imponendosi nella terza tappa della Settimana Ciclistica Lombarda.

## Palmarès
- 1986 (dilettanti)

Trofeo Alvaro Bacci
- 1987 (dilettanti)

G.P. Industria Commercio Artigianato - Botticino Mattina
4ª tappa Giro della Valle d'Aosta (Fénis > Pont Valsavarenche)
- 1988 (dilettanti)

Bassano-Monte Grappa
Classifica generale Giro della Valle d'Aosta
- 1992

18ª tappa Vuelta a España (Salamanca > Avila)
- 1993

Classifica generale Settimana Ciclistica Bergamasca
- 1995

11ª tappa Giro d'Italia (Pietrasanta > Il Ciocco)
- 1996

9ª tappa Giro d'Italia (Napoli > Fiuggi)
20ª tappa Giro d'Italia (Marostica > Passo Pordoi)
- 1999

3ª tappa Settimana Ciclistica Lombarda (Roncadelle)

### Altri successi
- 1996

Trofeo Bonacossa Giro d'Italia

## Piazzamenti

### Grandi Giri
- Giro d'Italia

1990: 16º
1991: 45º
1992: 28º
1993: 16º
1994: 26º
1995: 7º
1996: 2º
1997: non partito (13ª tappa)
1998: non partito (18ª tappa)
1999: non partito (21ª tappa)
2000: ritirato (10ª tappa)
- Tour de France

1991: 93º
1994: 39º
1995: 42º
1996: ritirato (3ª tappa)
2000: 38º
- Vuelta a España

1989: ritirato (9ª tappa)
1992: 53º
1993: 39º
1997: 4º

### Classiche monumento
- Milano-Sanremo

1990: 30º
1995: 30º
1996: 71º
1997: 43º
1998: 120º
2000: 97º
- Liegi-Bastogne-Liegi

1990: 74º
1996: 13º
1997: 26º